# Щитовник пахучий
Щито́вник паху́чий, или Щитовник души́стый, или Ка́менный зверобо́й, или Каменный попоря́дник (лат. Dryópteris frágrans) — низкорослый горный или тундровый розеточный папоротник, вид рода Щитовник.
Один из самых холодостойких папоротников, произрастает в арктической зоне России и всего мира, а также в альпийском и субальпийском поясе. Более всего известен как растение, обладающее сильным, стойким и приятным ароматом.

## Ботаническое описание

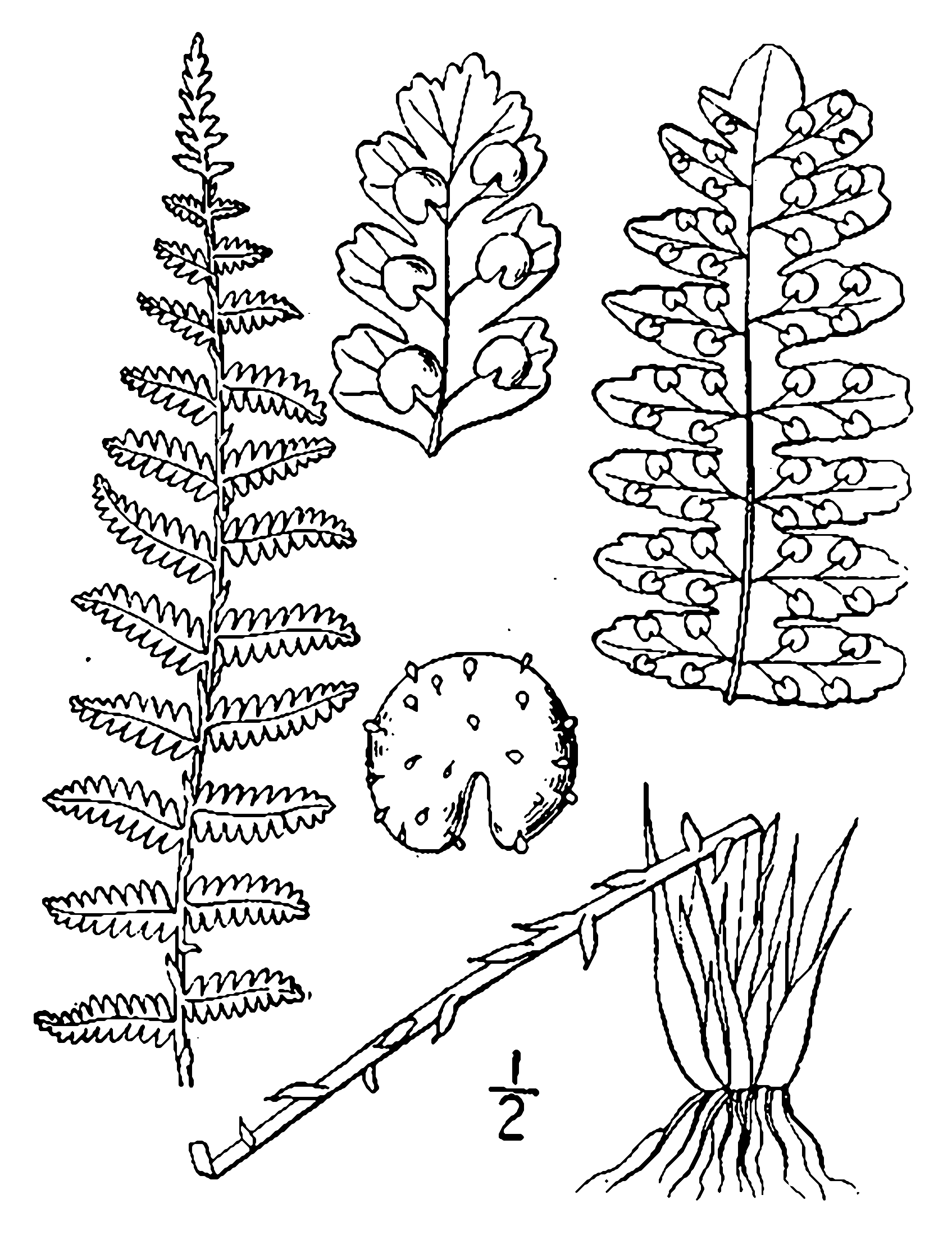
Ботаническая иллюстрация из книги Н. Л. Бриттона и А. Брауна An illustrated flora of the northern United States, Canada and the British Possessions, 1913

Низкорослый (до 20—60 см) папоротник с толстым, коротким, бурым, косо приподнимающимся корневищем, типичным для большинства видов щитовника. Как правило, корневище густо усажено остатками старых и почерневших листовых черешков.
Листья жёсткие, плотные, узкие, прямостоячие, многолетние, собраны в плотные розетки. Листовые пластинки тёмно-зелёные, дважды перистые, по форме — почти ланцетные, с нижней стороны вдоль средних жилок покрыты многочисленными чешуйками, а также едва приметными желёзками, издающими сильный и приятный запах. Черешки листьев короткие, покрытые тонкими железистыми волосками в форме зубчиков.
Спорангии эллиптические, расположенные вдоль питающих жилок листа.

## Распространение и экология
Щитовник пахучий — один из немногих видов папоротников, ареал которых заходит глубоко в арктическую зону. Более того, щитовник пахучий можно назвать наиболее характерным арктическим видом среди папоротников. Его можно встретить не только вблизи границ полярного пояса, но и в высокоширотных арктических районах, в каменистых лишайниковых тундрах и на южных склонах холмов. За пределами Арктики — щитовник пахучий встречается в сосновых и лиственных лесах, но более всего характерен для субальпийской и альпийской зоны в горах Евразии и Северной Америки. Растёт на скалах и каменистых россыпях на Сахалине и Курильских островах.
Вследствие особенных условий произрастания щитовник пахучий имеет и весьма характерный внешний вид. Его плотные, жёсткие и прямостоячие дваждыперистые листья собраны в густые розетки-«букеты», как будто накрепко связаны жгутом, обеспечивая надёжную защиту нежному молодому приросту. Существенно, что листья щитовника пахучего — многолетние. Они сохраняются на растении в течение нескольких сезонов, зимуя под снежным покровом в живом и зелёном состоянии. Летом, в период роста, по мере развития молодых листьев самые старые (двух-трёхлетние) постепенно отмирают, однако и тогда всё равно не опадают и, постепенно опускаясь всё ниже, остаются на растении произвольно долго, задерживая снег и защищая зимой живые части растения от ветра и мороза.
Как правило, щитовник пахучий поселяется в трещинах и расщелинах скал, на выбоинах в камнях, среди каменистых россыпей и среди некоторых кустарников, предпочитая хорошо прогреваемые южные склоны, на которых иногда образует сплошные дернины или заросли. Растение настолько выносливое и пластичное по своей приспосабливаемости к условиям существования, что может быть названо не только экстремально холодостойким, но и ксерофитным папоротником. Точно так же щитовник пахучий нетребователен и к качеству почвы. Он может расти и на кислых, и на щелочных почвах, и даже вовсе без почв, довольствуясь простой трещиной между камней.
Своё название «пахучий» этот вид щитовника получил за очень сильный и приятный запах, который издают его листья — особенно в тёплую и безветренную солнечную погоду, а также — при любом раздражении, например, если лист потревожить, растереть или прижать. Запах исходит из многочисленных желёзок на листьях, выделяющих смолистые и эфирные вещества. Эти же вещества, в частности, обеспечивают папоротнику повышенную морозостойкость живых тканей.

## Хозяйственное значение и применение
В корнях и корневищах растения найдены фенольные соединения, в корневищах, кроме того, дубильные вещества (7,81 %). В листьях содержится эфирное масло (0,21 %) и дубильные вещества.
Сумма фенольных соединений проявляют бактерио- и протистостатическую активность: флороглюциды ингибируют рост молочнокислых бактерий, аспидин обладает фунгистатической и вирусостатической активностью в отношении вируса гриппа, некоторые флороглюциды — в отношении вируса герпеса.
В ветеринарии настойку листьев в сочетании с антибактериальными препаратами применяют при тяжёлых формах диспепсии у телят.
Сухие литья щитовника пахучего можно использовать как суррогат чая.
Листья щитовника пахучего, исходя из его названия, традиционно используются в парфюмерной промышленности для создания стойких и приятных запахов. Именно стойкость запаха, редкое свойство не только среди папоротников — одно из самых востребованных свойств щитовника пахучего. Живые, засохшие листья, а также ткань, в которую они были завёрнуты, сохраняют приятный и характерный запах неделями и даже месяцами, не теряя ни силы, ни определённости. Иногда в профессиональной парфюмерной литературе запах листьев щитовника пахучего описывается как «аромат грузинской розы». Однако этот запах значительно более сложный.
Кроме чисто парфюмерного назначения, щитовник пахучий применяется также и в качестве специи, чаще всего для отдушки некоторых дорогих сортов чая.
Растение считается ядовитым. В листьях содержатся аналоги алкалоида кумарина, дубильные вещества и различные эфирные масла, а в корневищах — различные сложные алкалоиды, смолы, биофлавоноиды, органические кислоты, в частности, кофейная и аскорбиновая, а также полисахариды.
В народной медицине листья щитовника пахучего (или всё растение целиком, вместе с корневищем) употребляется (в виде отваров и настоек) в качестве ранозаживляющего, противовоспалительного (содержит множество фитонцидов), болеутоляющего, общеукрепляющего и тонизирующего (противострессового) средства при различных нервных расстройствах, в том числе и у детей. Препараты из листьев щитовника пахучего используются также при гинекологических воспалительных заболеваниях и бесплодии. Препараты из корневища (так же, как и у щитовника мужского) принимают внутрь как противовоспалительное при кишечных заболеваниях: колитах, дизентерии, а также при воспалении почек, нарушении обмена веществ и как глистогонное средство.
В тибетской медицине листья щитовника пахучего являются едва ли не универсальным средством. Их применяют в качестве жаропонижающего, как противоглистное средство, а также при поносах, головных болях, геморрое, туберкулёзе лёгких и даже в качестве противоядия при отравлении другими ядовитыми растениями. Все части растения используют при энтероколите, дизентерии, нефрите, гриппе, для улучшения обмена веществ.

## В садоводстве
Перспективное садовое растение. Вегетативное размножение медленное.